# Турський трамвай
Турський трамвай (фр. Tramway de Tours) — трамвайна мережа французького міста Тур.

## Історія
Перші трамваї на кінній тязі з'явилися на вулицях міста в 1877 році, в 1900 році мережа була електрифікована. Трамвайна мережа сильно постраждала під час Другої світової війни, була відновлена в повоєнні роки, але вже в 1949 році була ліквідована невитримавши конкуренції автобуса.
Розмови про повернення трамваю на вулиці міста почалися у середині 1990-х, коли наявний громадський транспорт перестав відповідати потребам міста. Але спочатку вирішили організувати виділені смуги для руху швидкісного автобуса. До проекту будівництва трамвайної мережі повернулися у 2005 році, будівництво розпочалося у 2011 році.

## Лінія
Лінія завдовжки майже 15 кілометрів та 29 зупинок була відкрита 31 серпня 2013 року. На частині маршруту в центрі міста, трамваї живляться не від контактної мережі а від сегментованої контактної рейки що вбудована в бетонне покриття, таким чином вдалося позбутися дротів контактної мережі що можуть псувати вигляд історичного центру міста . Лінію обслуговують 21 зчленований низькопідлоговий трамвай Citadis 402, завдовжки 43 метра. Інтервал руху починається від 6 хвилин у годину пік.

## Галерея

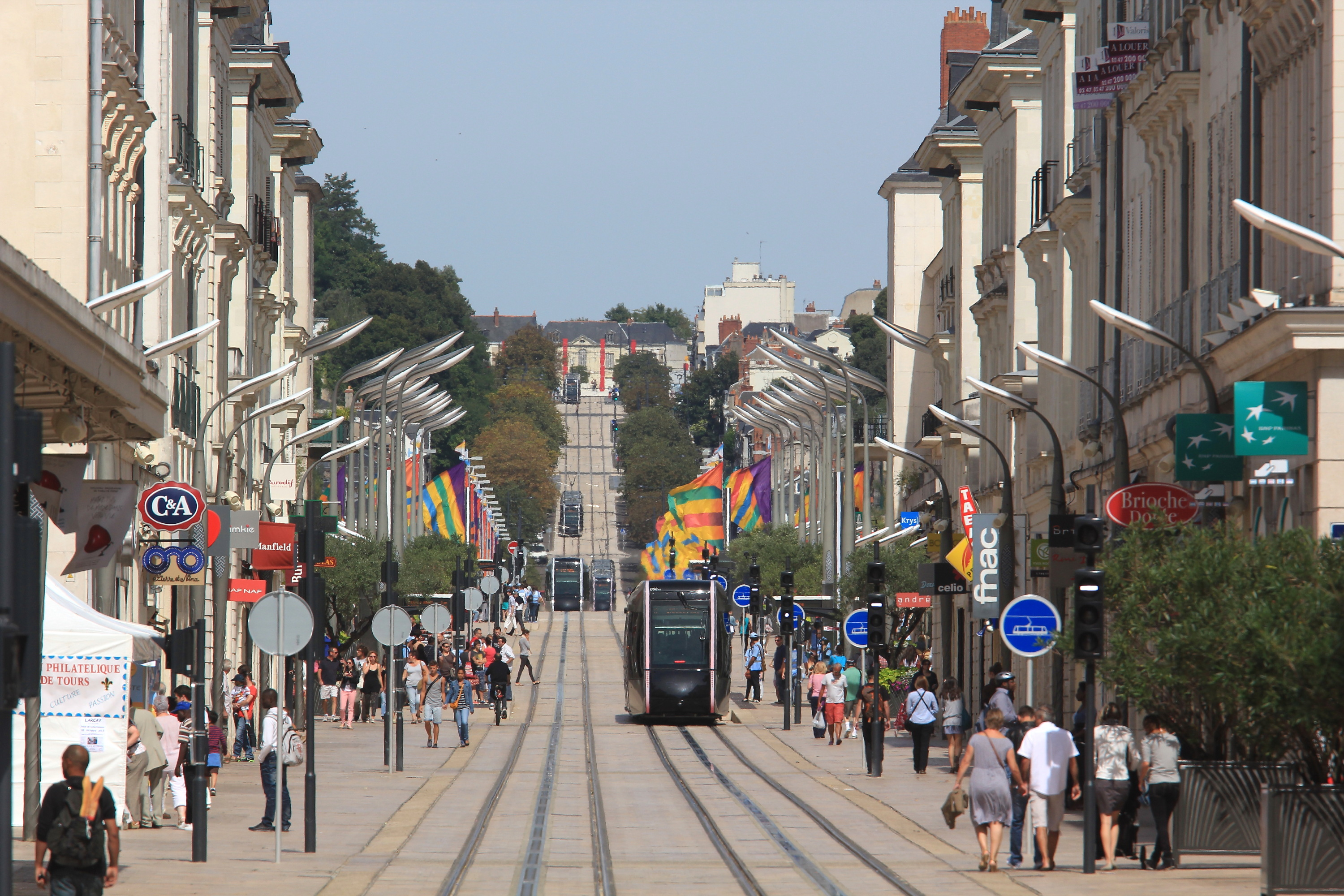
Трамваї на дільниці без контактної мережі
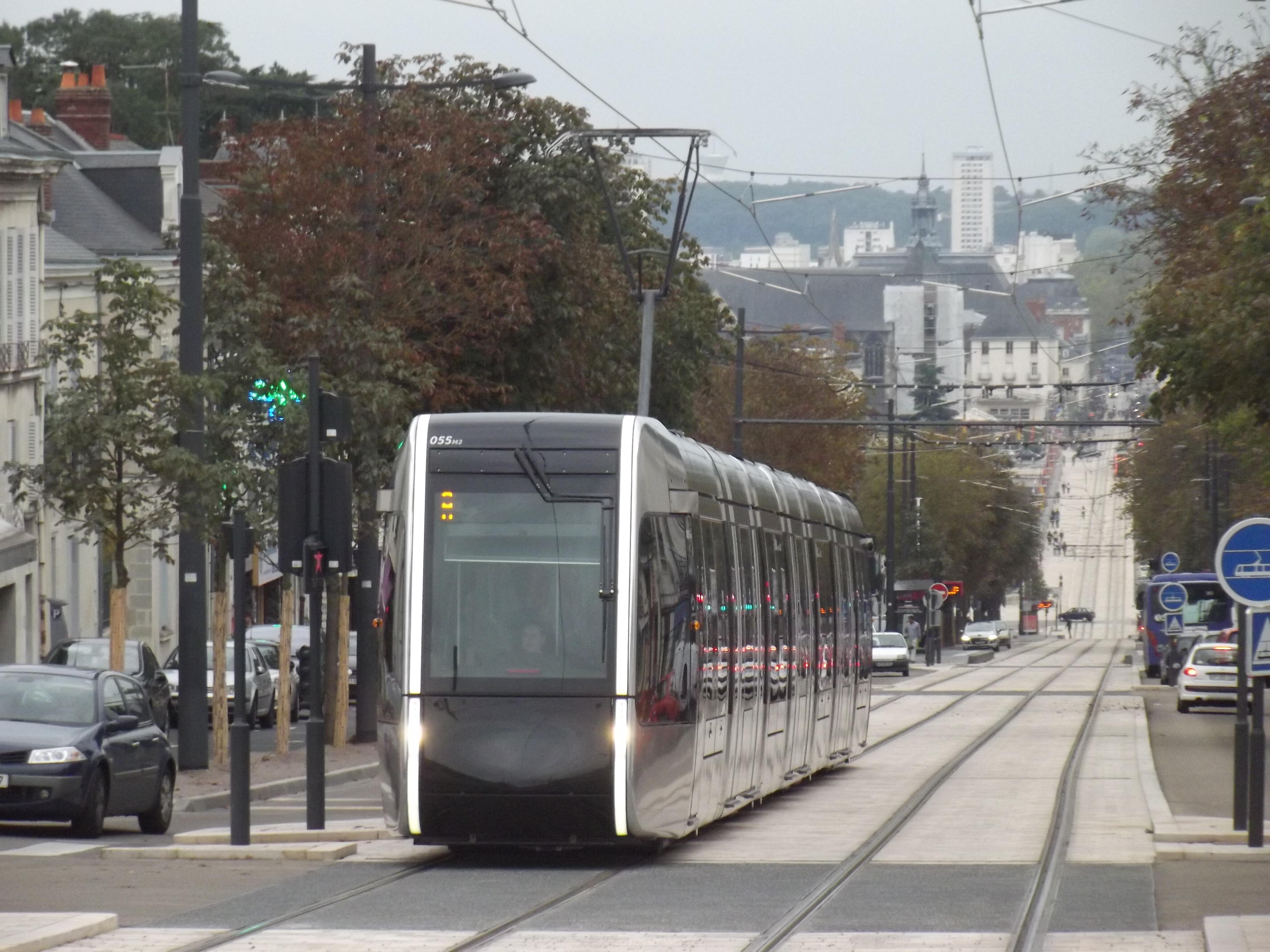
Трамвай на дільниці з контактною мережею
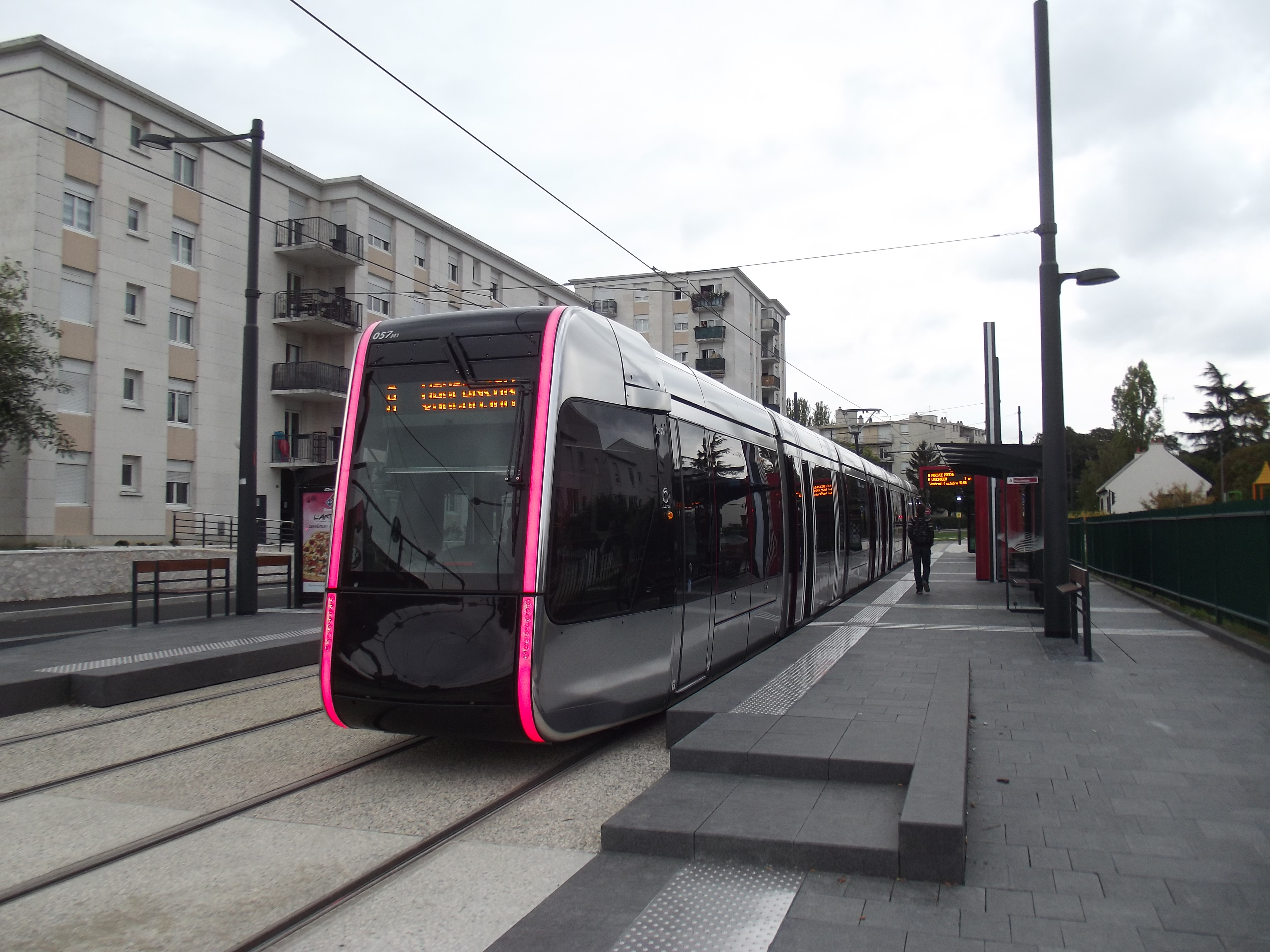
Трамвай на зупинці
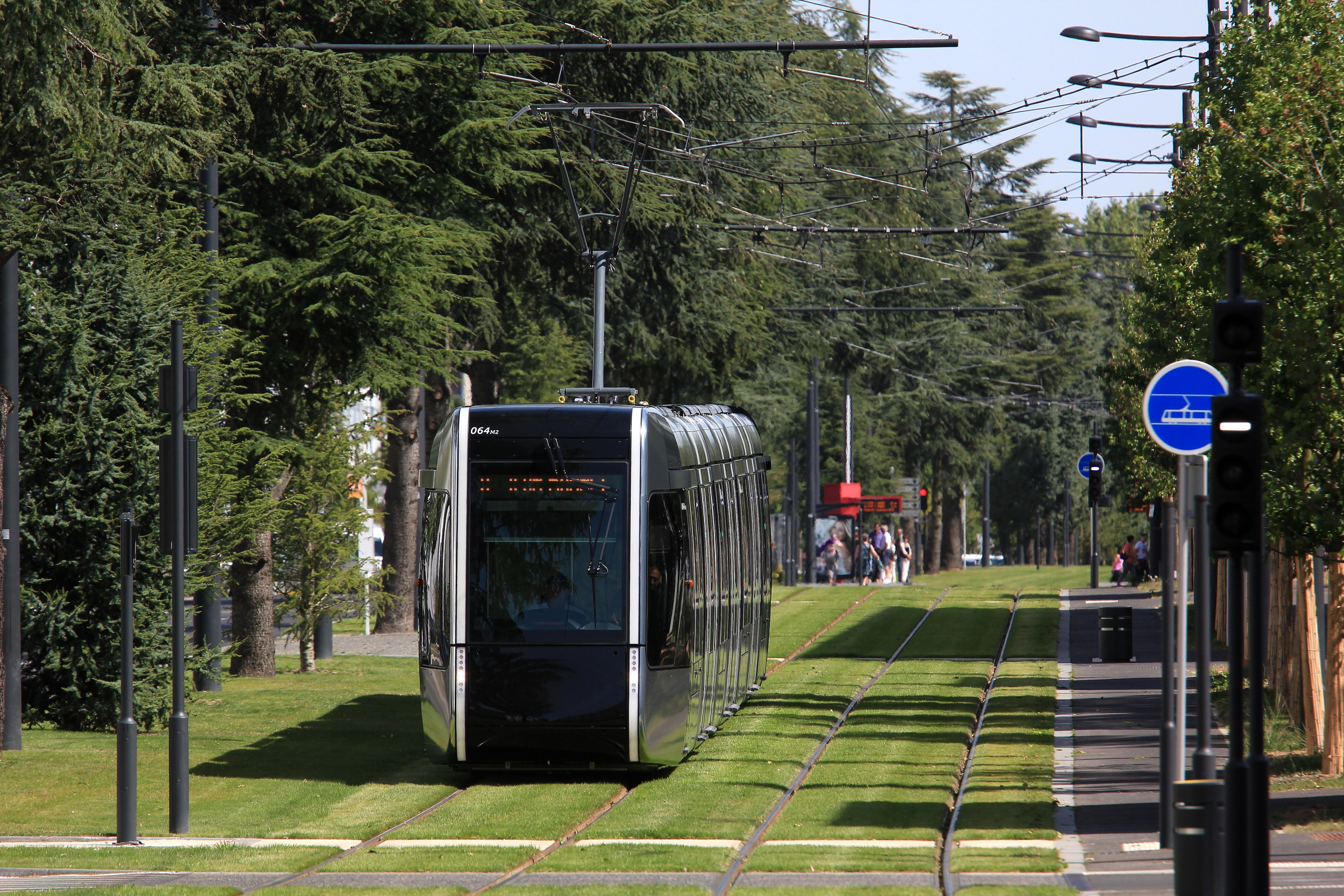
Трамвай на дільниці з трав'яним покриттям